# Pseudolmedia manabiensis
Pseudolmedia manabiensis är en mullbärsväxtart som beskrevs av C.C. Berg. Pseudolmedia manabiensis ingår i släktet Pseudolmedia och familjen mullbärsväxter. Inga underarter finns listade i Catalogue of Life.